# 1983-as Eurovíziós Dalfesztivál
Az 1983-as Eurovíziós Dalfesztivál volt a huszonnyolcadik Eurovíziós Dalfesztivál, melynek az NSZK-beli München adott otthont. A helyszín a müncheni Rudi-Sedlmayer-Halle volt.

## A résztvevők
Egy év kihagyás után újból részt vett Franciaország és Görögország. Olaszország pedig kétéves szünet után tért vissza. Nem vett részt a helyi közszolgálati televízióban folyó sztrájk miatt Írország, így húsz dal versenyzett összesen.
1970 után másodszor versenyzett a francia Guy Bonnet. A norvég Jahn Teigen pedig már harmadszor vett részt a versenyen 1978 és 1982 után. Emlékezetes módon 1978-ban ő volt az első előadó, akinek "sikerült" 0 pontot kapnia az 1975-ben bevezetett és máig érvényben levő pontozási rendszerrel.
A svéd induló a mindössze 16 éves Carola Häggkvist volt. A svéd nemzeti döntőn, a Melodifestivalen-en egyedülálló módon mindegyik regionális zsűritől maximális pontszámot kapott. Ennek megfelelően Svédországban óriási várakozás előzte meg szereplését, és a verseny a svéd televíziózás történetének legnézettebb műsora lett: a lakosság 84%-a követte, ahogy Carola a harmadik helyen végzett. Később még kétszer vett részt: 1991-ben megnyerte a versenyt, míg 2006-ban az ötödik helyen végzett.

## A verseny
Először fordult elő, hogy a versenyt nem egy koncert- vagy konferenciateremben tartották, hanem egy sportcsarnokban.

A dalok utáni szünetben a közönséget egy világhírű német dalokból készített zeneösszeállításra előadott táncműsor szórakoztatta. A vezető táncos maga a műsorvezetőnő, Marlene Charell volt.
Charell három nyelven vezette a műsort: angolul, franciául és németül. Talán emiatt, sok hibát vétett, legemlékezetesebb tévesztése a norvég karmester bemutatásakor történt. Sigurd Jansent zavarában egy kitalált néven, Johannes Skorganként mutatta be. (Anita Skorgan az egyik háttérénekes volt.)

## A szavazás
A szavazási rendszer megegyezett az 1980-as versenyen bevezetettel. Minden ország a kedvenc 10 dalára szavazott, melyek 1-8, 10 és 12 pontot kaptak. A szóvivők növekvő sorrendben hirdették ki a pontokat.
Luxemburg ötödik alkalommal tudta megnyeri a versenyt, és ezzel beállította Franciaország 1977-ben elért rekordját.
Spanyolország és Törökország pont nélkül zárta a versenyt.
Izrael sorozatban másodszor végzett a második helyen. Ofra Haza a verseny után hazája egyik legnépszerűbb énekesnője lett.
Érdekesség, hogy ez volt az egyetlen alkalom a dalverseny történetében, hogy Görögország egy pontot sem adott Ciprusnak.

## Térkép

Részt vevő országok
Országok, melyek korábban részt vettek, de ebben az évben nem

## Eredmények
| #  | Ország             | Nyelv       | Előadó                       | Dal                     | Magyar fordítás            | Helyezés | Pontszám |
| -- | ------------------ | ----------- | ---------------------------- | ----------------------- | -------------------------- | -------- | -------- |
| 1  | Franciaország      | francia     | Guy Bonnet                   | Vivre                   | Élni                       | 8.       | 56       |
| 2  | Norvégia           | norvég      | Jahn Teigen                  | Do re mi                | Dó, ré, mi                 | 9.       | 53       |
| 3  | Egyesült Királyság | angol       | Sweet Dreams                 | I’m Never Giving Up     | Sosem adom fel             | 6.       | 79       |
| 4  | Svédország         | svéd        | Carola Häggkvist             | Främling                | Idegen                     | 3.       | 126      |
| 5  | Olaszország        | olasz       | Riccardo Fogli               | Per Lucia               | Lucának                    | 11.      | 41       |
| 6  | Törökország        | török       | Çetin Alp és The Short Waves | Opera                   | —                          | 19.      | 0        |
| 7  | Spanyolország      | spanyol     | Remedios Amaya               | ¿Quién maneja mi barca? | Ki vezeti a hajómat?       | 19.      | 0        |
| 8  | Svájc              | olasz       | Mariella Farré               | Io così non ci sto      | Nem tetszik nekem ez így   | 15.      | 28       |
| 9  | Finnország         | finn        | Ami Aspelund                 | Fantasiaa               | Fantázia                   | 11.      | 41       |
| 10 | Görögország        | görög       | Christie Stasinopoulou       | Mou les                 | Azt mondod nekem           | 14.      | 32       |
| 11 | Hollandia          | holland     | Bernadette                   | Sing Me a Song          | Énekelj nekem egy dalt     | 7.       | 66       |
| 12 | Jugoszlávia        | szerbhorvát | Danijel                      | Džuli                   | Juli                       | 4.       | 125      |
| 13 | Ciprus             | görög       | Sztávrosz és Konsztantína    | I agápi akóma zi        | A szerelem még él          | 16.      | 26       |
| 14 | Németország        | német       | Hoffmann és Hoffmann         | Rücksicht               | Figyelmesség               | 5.       | 94       |
| 15 | Dánia              | dán         | Gry Johansen                 | Kloden drejer           | Forog a Föld               | 17.      | 16       |
| 16 | Izrael             | héber       | Ofra Haza                    | Haj                     | Élek                       | 2.       | 136      |
| 17 | Portugália         | portugál    | Armando Gama                 | Esta balada que te dou  | E ballada, amit neked adok | 13.      | 33       |
| 18 | Ausztria           | német       | Westend                      | Hurricane               | Forgószél                  | 9.       | 53       |
| 19 | Belgium            | holland     | Pas de Deux                  | Rendez-vous             | Találka                    | 18.      | 13       |
| 20 | Luxemburg          | francia     | Corinne Hermès               | Si la vie est cadeau    | Ha az élet ajándék         | 1.       | 142      |

## Ponttáblázat
|                    | Zsűrik        | Zsűrik   | Zsűrik             | Zsűrik     | Zsűrik      | Zsűrik      | Zsűrik        | Zsűrik | Zsűrik     | Zsűrik      | Zsűrik    | Zsűrik      | Zsűrik              | Zsűrik      | Zsűrik | Zsűrik | Zsűrik     | Zsűrik   | Zsűrik  | Zsűrik    | Zsűrik |
| Össz               | Franciaország | Norvégia | Egyesült Királyság | Svédország | Olaszország | Törökország | Spanyolország | Svájc  | Finnország | Görögország | Hollandia | Jugoszlávia | Ciprusi Köztársaság | Németország | Dánia  | Izrael | Portugália | Ausztria | Belgium | Luxemburg |        |
| ------------------ | ------------- | -------- | ------------------ | ---------- | ----------- | ----------- | ------------- | ------ | ---------- | ----------- | --------- | ----------- | ------------------- | ----------- | ------ | ------ | ---------- | -------- | ------- | --------- | ------ |
| Franciaország      | 56            |          | 3                  |            |             | 10          |               |        | 10         | 6           | 7         | 2           | 3                   | 4           | 4      |        | 1          | 3        |         |           | 3      |
| Norvégia           | 53            |          |                    | 5          | 3           |             | 6             |        |            |             |           | 8           |                     |             | 1      | 8      | 4          | 6        | 3       | 7         | 2      |
| Egyesült Királyság | 79            | 5        | 5                  |            | 12          | 2           | 5             |        | 8          |             | 5         | 5           |                     | 6           | 3      | 5      |            | 2        | 10      |           | 6      |
| Svédország         | 126           | 6        | 12                 | 8          |             | 8           | 7             | 2      | 5          | 10          | 10        | 3           | 1                   | 7           | 12     | 10     | 8          | 4        | 8       | 5         |        |
| Olaszország        | 41            | 7        |                    |            | 2           |             | 4             | 3      |            | 1           | 2         |             | 8                   | 1           |        |        | 6          | 7        |         |           |        |
| Törökország        | 0             |          |                    |            |             |             |               |        |            |             |           |             |                     |             |        |        |            |          |         |           |        |
| Spanyolország      | 0             |          |                    |            |             |             |               |        |            |             |           |             |                     |             |        |        |            |          |         |           |        |
| Svájc              | 28            |          | 1                  |            |             | 7           |               | 1      |            |             |           |             | 7                   |             |        |        |            |          | 6       | 1         | 5      |
| Finnország         | 41            | 1        | 2                  | 6          |             |             | 3             |        | 4          |             | 8         |             |                     |             | 7      |        | 7          |          | 2       |           | 1      |
| Görögország        | 32            | 3        |                    |            |             |             |               | 12     |            | 5           |           |             |                     | 12          |        |        |            |          |         |           |        |
| Hollandia          | 66            | 2        | 7                  | 1          | 6           | 4           | 2             |        | 12         | 3           |           |             | 5                   | 5           | 2      | 4      | 3          |          | 4       | 2         | 4      |
| Jugoszlávia        | 125           |          | 8                  | 12         |             | 1           | 12            | 10     |            | 12          | 6         | 7           |                     | 8           | 6      | 12     | 10         |          | 1       | 12        | 8      |
| Ciprus             | 26            |          | 4                  |            |             |             |               |        | 1          |             |           |             | 6                   |             | 5      | 1      | 5          |          |         | 4         |        |
| Németország        | 94            | 10       | 10                 | 7          | 8           | 6           |               |        | 2          | 4           | 1         | 10          |                     |             |        | 3      |            | 8        | 7       | 6         | 12     |
| Dánia              | 16            |          |                    | 2          | 7           |             | 1             | 4      |            |             |           |             |                     | 2           |        |        |            |          |         |           |        |
| Izrael             | 136           | 8        | 6                  | 10         | 5           | 3           |               | 6      | 7          | 7           | 3         | 12          | 10                  |             | 10     | 7      |            | 10       | 12      | 10        | 10     |
| Portugália         | 33            | 4        |                    |            | 1           |             |               | 5      | 6          | 2           |           | 6           | 2                   |             |        |        |            |          |         |           | 7      |
| Ausztria           | 53            |          |                    | 3          | 4           | 5           | 10            |        |            |             | 4         | 4           | 4                   | 3           |        | 6      | 2          | 5        |         | 3         |        |
| Belgium            | 13            |          |                    | 4          |             |             |               | 8      |            |             |           |             |                     |             |        |        |            | 1        |         |           |        |
| Luxemburg          | 142           | 12       |                    |            | 10          | 12          | 8             | 7      | 3          | 8           | 12        | 1           | 12                  | 10          | 8      | 2      | 12         | 12       | 5       | 8         |        |

## Visszatérő előadók
| Előadó      | Ország        | Előző év(ek) |
| ----------- | ------------- | ------------ |
| Guy Bonnet  | Franciaország | 1970         |
| Jahn Teigen | Norvégia      | 1978, 1982   |